# Elio Lucantonio
Pour les articles homonymes, voir Elio (homonymie).
Elio Lucantonio est un réalisateur, scénariste et critique cinématographique franco-italien. Il est notamment l'auteur de monographies sur Martin Scorsese (2003, troisième édition), Luc Besson (2000) et John Woo (1999) pour l'éditeur romain Dino Audino Editore. Il a coécrit et coréalisé le documentaire Le Son de David Lynch, produit par Nomad Films avec la participation de Ciné Cinéma et le soutien du Centre national de la cinématographie. Il est également l’auteur et le réalisateur de modules dvd pour Wild Side Video et la Rarovideo/Minerva Pictures.

## Filmographie
- 2004 : Bernardo Bertolucci, Souvenirs d'un président du Festival de Cannes
- 2005 : Chabrol parla di Le Boucher
- 2006 : Godard e il suo cinema visto da Labarthe
- 2006 : La genesi di Stéphane, una moglie infedele
- 2006 : Le influenze e i gusti cinematografici di Chabrol
- 2007 : Ricordi dal set di À bout de souffle
- 2007 : La Musica di À bout de souffle
- 2007 : Le avventure di un Set
- 2007 : Girare Coup de torchon
- 2007 : Scrivere Max mon amour
- 2007 : Girare Le Choix des armes
- 2007 : Le Son de David Lynch
- 2008 : Girare L'Amour braque
- 2008 : L'avventura di Fort Saganne
- 2008 : Godard critico
- 2008 : La Musica di Camille Claudel
- 2011 : Barbet Schroeder, Nel cuore di More